# Nazionale maschile di hockey su ghiaccio della Polonia
La nazionale di hockey su ghiaccio maschile della Polonia (Reprezentacja Polski w hokeju na lodzie mężczyzn) è controllata dalla Federazione di hockey su ghiaccio della Polonia, la federazione polacca di hockey su ghiaccio, ed è la selezione che rappresenta la Polonia nelle competizioni internazionali di questo sport.

## Risultati
A livello olimpico la rappresentativa polacca ha partecipato a 13 edizioni dei Giochi olimpici invernali (1928, 1932, 1936, 1948, 1952, 1956, 1964, 1972, 1976, 1980, 1984, 1988 e 1992), ottenendo come miglior risultato un quarto posto nel 1932.
A livello di campionati mondiali, ha raggiunto come miglior piazzamento il quarto posto nell'edizione del 1930.
La nazionale polacca ha conquistato una medaglia d'argento ai campionati europei (1929) su tre partecipazioni.